# Chen Bo'er
 (mars 2024).
La mise en forme du texte ne suit pas les recommandations de Wikipédia : il faut le « wikifier ».
Les points d'amélioration suivants sont les cas les plus fréquents. Le détail des points à revoir est peut-être précisé sur la page de discussion.
- Les titres sont pré-formatés par le logiciel. Ils ne sont ni en capitales, ni en gras.
- Le texte ne doit pas être écrit en capitales (les noms de famille non plus), ni en gras, ni en italique, ni en « petit »…
- Le gras n'est utilisé que pour surligner le titre de l'article dans l'introduction, une seule fois.
- L'italique est rarement utilisé : mots en langue étrangère, titres d'œuvres, noms de bateaux, etc.
- Les citations ne sont pas en italique mais en corps de texte normal. Elles sont entourées par des guillemets français : « et ».
- Les listes à puces sont à éviter, des paragraphes rédigés étant largement préférés. Les tableaux sont à réserver à la présentation de données structurées (résultats, etc.).
- Les appels de note de bas de page (petits chiffres en exposant, introduits par l'outil «  Source ») sont à placer entre la fin de phrase et le point final[comme ça].
- Les liens internes (vers d'autres articles de Wikipédia) sont à choisir avec parcimonie. Créez des liens vers des articles approfondissant le sujet. Les termes génériques sans rapport avec le sujet sont à éviter, ainsi que les répétitions de liens vers un même terme.
- Les liens externes sont à placer uniquement dans une section « Liens externes », à la fin de l'article. Ces liens sont à choisir avec parcimonie suivant les règles définies. Si un lien sert de source à l'article, son insertion dans le texte est à faire par les notes de bas de page.
- La présentation des références doit suivre les conventions bibliographiques. Il est recommandé d'utiliser les modèles {{Ouvrage}}, {{Chapitre}}, {{Article}}, {{Lien web}} et/ou {{Bibliographie}}. Le mode d'édition visuel peut mettre en forme automatiquement les références.
- Insérer une infobox (cadre d'informations à droite) n'est pas obligatoire pour parachever la mise en page.

Pour une aide détaillée, merci de consulter Aide:Wikification.
Si vous pensez que ces points ont été résolus, vous pouvez retirer ce bandeau et améliorer la mise en forme d'un autre article.
Chen Bo'er (chinois simplifié : 陳波兒 ; pinyin : Chén Bō'ér), née en 1907 et morte en 1951, est une influente actrice et cinéaste chinoise, communiste et révolutionnaire dans les années 1930 et 1940. Chen commence son militantisme durant sa jeunesse à Shanghai, en écrivant des essais pour des magazines et des journaux à succès, où elle expose ses positions sur le féminismes, les droits des femmes et le salut national. C'est aussi à Shanghai que Chen est devenu une célébrité notable, jouant dans des films, des productions théâtrales et plaidant pour une révolution communiste. Ayant rejoint la résistance communiste à Yan'an, alors capitale de facto du communiste, elle y crée un studio de cinéma soutenu par le gouvernement communiste, produisant des pièces de théâtre anti-japonaise, participant à leur rédaction, réalisation et à la production. Elle est la première femme réalisatrice reconnue par le gouvernement communiste. Elle déménage plus tard à Changchun pour travailler comme secrétaire du Parti du Studio de cinéma du Nord-Est, où elle est pionnière de l'animation chinoise. À Pékin, Chen est nommé directrice du département artistique du Bureau Central de Cinéma. Elle plaide et obtient la création de la première école nationale de cinéma de  la République populaire de Chine, l'Académie du cinéma de Pékin. Chen Bo'er était une féministe ardente, encourageant et œuvrant au développement de ses collaboratrices, et dont le travail a ouvert la voie aux femmes cinéastes et révolutionnaires en Chine.

## Jeunesse

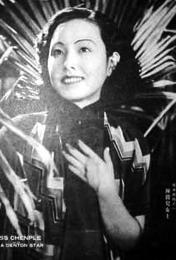
Chen en 1935.

Chen, née Chen Shunhua ( Chinois ), est né dans la petite ville d'Anbu, comté de Chaozhou, province du Guangdong . Bien que la tombe de Chen indique que son année de naissance est 1910, son biographe Wang Yongfang utilise l'année 1907 en se basant sur les archives personnelles de Chen. Elle est née dans une famille riche et était profondément aimée par son père et sa mère concubine, mais très détestée par sa grand-mère et la première épouse de son père. Néanmoins, son statut d’élite lui permettait d’aller – comme c’était la coutume pour les enfants de familles aisées – dans une plus grande ville pour faire ses études secondaires .
En quittant Anbu, Chen étudie à Nanjing et à Shanghai, où elle a apprend à parler anglais en plus de son cantonais natal et du mandarin qu'elle apprend au collège. Bien qu'elle soit une bonne élève, excellant particulièrement dans les arts et la rédaction d'essais, Chen est expulsé pour avoir protesté contre le massacre de Shanghai de 1927.
Chen est encouragée par d'anciens amis de gauche, Mei Gongyi et Ren Posheng, à retourner à l'école et, en 1928, Chen retourne à Shanghai où elle rejoint le Faculté d'Art de Shanghai. C'est ici que Chen devient membre de la troupe de théâtre artistique de Shanghai (SADT), organisée par les communistes. Elle est diplômée de l'Université des Arts de Shanghai en 1929.
En 1937, Chen rejoint le PCC ( Parti communiste chinois ). Chen continuera à jouer un rôle central dans les débuts de la sphère cinématographique socialiste chinoise.

## Carrière d'écrivain
Avant de faire partie intégrante des mondes cinématographiques révolutionnaires de Shanghai, de Yan'an et du Nord-Est, Chen gagnait sa vie en écrivant des essais qui exprimaient ses convictions dans le féminisme et le socialisme à la fin des années 1920 et au début des années 1930. Chen écrit pour différents magazines, notamment pour très populaire Shanghai Daily ( The Shenbao ), exposant ses positions patriotiques et féministes.

Zheng Wang note que l'une des œuvres les plus célèbres de Chen, « Le film centré sur la femme et la société centrée sur l'homme » semble presque anticiper de plusieurs décennies le travail de la théoricienne féministe du cinéma Laura Mulvey. Dans cet essai de 1936 publié dans le magazine Women's Life, Chen analyse et explore les conséquences psychologiques complexes sur le public féminin qui observe des dynamiques de pouvoir déséquilibrées entre les sexes. Elle est ainsi citée (traduit de Zheng Wang) :
Dans une société centrée sur les hommes, la politique, l’économie et tous les pouvoirs sont entre les mains des hommes. Ainsi, toutes les lois, la moralité, les coutumes et les normes sont façonnées par les positions biaisées des hommes. Les vues esthétiques ne font pas exception... Dans une telle société, les femmes se sont inconsciemment conformées à ses exigences. Par exemple, se maquiller n'était pas à l'origine dans la nature des femmes, mais afin de répondre aux préférences d'une société centrée sur les hommes, c'est devenu une nature féminine. Cela explique pourquoi le public féminin a une vision similaire des stars féminines à celle du public masculin. La différence est que le point de vue du public masculin exprime la préférence directe de la psychologie d'un dominateur, tandis que le point de vue du public féminin découle de la psychologie du dominé pour répondre inconsciemment aux préférences du dominateur,.
Chen discute ici des effets du regard masculin au cinéma bien avant que le terme ne soit officiellement inventé par Mulvey en 1975. Ce regard serait quelque chose contre lequel Chen, en tant que cinéaste, s’efforcerait de lutter. Elle continuera dans ses propres films, et dans ceux auxquels elle a contribué, à montrer des héroïnes féminines fortes et à devenir une figure clé du développement du cinéma féministe chinois. Chen termine cet essai par une conclusion révolutionnaire provocatrice :
« La quête de liberté et d'égalité des femmes nécessite les efforts de tous les horizons. Si le cinéma ne peut pas assumer la responsabilité d'orientation mais est considéré à tort comme un refuge idéal et conduit les gens à échapper à la réalité, nous préférerions ne pas avoir de film !
Zheng Wang note que cette fin se veut ironique, même si elle montre néanmoins clairement l'intensité et le sérieux des convictions féministes et de gauche de Chen.

## Carrière cinématographique et d'acteur

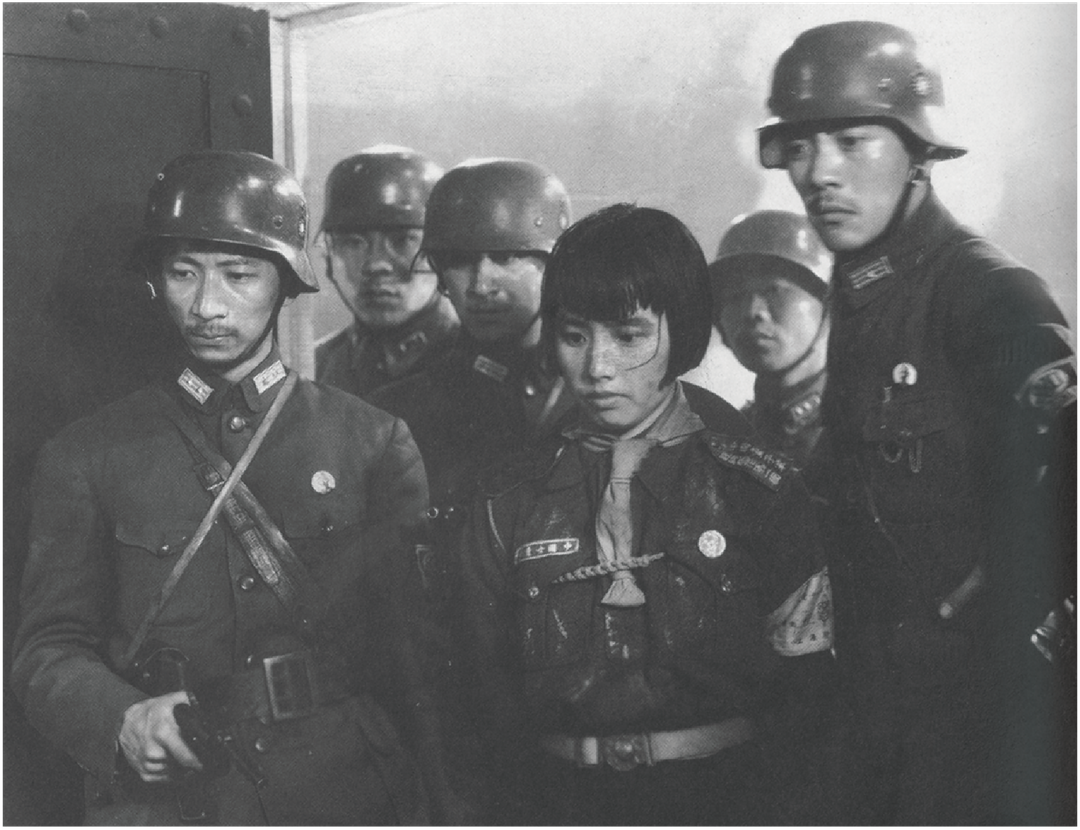
Image tirée de Babai Zhuangshi [ 800 Heroes ] (1938)

Bien que Chen ait d'abord hésité à travailler dans le cinéma en raison du traitement sexiste des actrices par les médias, elle a néanmoins estimé que le cinéma avait un grand potentiel pour le militantisme féministe et la révolution prolétarienne. Elle pensait que sa participation au monde du cinéma pourrait créer un changement positif dans l’image médiatique populaire de la femme chinoise. Son travail a engendré un changement dans cette image, de victime et d'objet sexuel à des héroïnes fortes et des protagonistes principaux. Chen a obtenu ses premiers succès cinématographiques en 1934 et continuera à travailler dans le cinéma pour le reste de sa courte vie.

### Rôles au cinéma
Chen est apparue dans plusieurs films au cours de sa carrière d'actrice. En 1934, elle apparaît dans Qingchun xian [ Sur la jeunesse ] (1934). Elle a tenu le rôle principal de Li dans le film sonore de 1934, Taoli jie Pillage de pêches et de prunes ], également connu sous le nom de Le destin des diplômés – c'est l'un des premiers films parlants de Chine. En 1936, elle joue dans Shengsi tongxin (zh), un film de propagande révolutionnaire, aux côtés de son collègue militant politique Yuan Muzhi, qui deviendra plus tard son époux. Le film – comme beaucoup de ceux dans lesquels Chen a joué et sur lesquels elle a travaillé – est aussi divertissant que réaliste et antigouvernemental, cachant subtilement ses aspects révolutionnaires pour éviter la censure du gouvernement nationaliste. En 1935, Chen travailla sur Huishou dangnian [ Se souvenir du passé ]. Chen a également joué le rôle d'une éclaireuse dans Babai zhuangshi [ 800 héros ] (ou parfois traduit par 800 braves soldats ou 800 guerriers ) en 1938.

### Théâtre
Chen a également joué dans plusieurs productions de théâtre de rue dans les années 1930. La gauche chinoise adoptant le théâtre public comme moyen d’accroitre la résistance parmi les populations urbaines. Ils assimilent ainsi la voix des mouvements étudiants, en particulier à Shanghai et Nanjing, considérées comme des villes culturelles modernes. En tant que jeune femme séduisante et une célébrité montante, les performances de Chen attirent une grande attention médiatique – en particulier dans Posez votre fouet en 1937. En tant que fille de cette pièce, Chen "incarnait, selon un article du Shenbao, une nouvelle féminité en assumant sa responsabilité de citoyenne nationale". Également en 1937, elle a joué dans Baowei lugouqiao ( Protéger le pont de Luguo ), un drame anti-japonais. Avant que Yan'an ne devienne un studio de cinéma – une transition dans laquelle Chen a joué un rôle déterminant – elle a mis en scène et produit de nombreuses pièces de théâtre et drames anti-japonais ici.

### Animation
Chen Bo'er était une pionnière de l'animation chinoise et un acteur majeur dans la création et la direction du Northeast Film Studio et du Shanghai Film Studio. Chen a réalisé Huangdi meng ( Le Rêve de l'empereur ou Rêver d'être un empereur ) en 1947. Ce film était une satire de Chiang Kai-shek et de George Marshall et dépeint le chef du Kuomintang, Chiang Kai-shek, comme un larbin soutenant l'impérialisme américain. La même année, elle réalise le documentaire de dix-sept épisodes Minzhu dongbei ( Le Nord-Est démocratique ).

## Yan'an
En 1938, Chen quitte Shanghai et rejoint et s'installe le Soviet de Yan'an (en), où elle imprime durablement son influence culturelle. Son séjour est l'un des moments les plus importants de sa carrière, et une grande partie de la littérature actuelle qui traite de la vie et de l'œuvre de Chen met l'accent sur sa période Yan'an. La mort prématurée de Cheng fait de cette période la plus importante de son parcours.
En 1946, Chen réussit à convaincre le gouvernement communiste d'établir un studio de cinéma dans la base communiste de Yan'an. Elle faisait ainsi partie de ce qui était connu sous le nom de la troupe de Yan'an.

### Scénariste et réalisation
Chen était une réalisatrice et scénariste incroyablement accomplie et reconnue. Une grande partie du travail de Chen à Yan'an concernait des postes de direction, ainsi que l'écriture de scénarios. En 1945, Chen écrit et réalise Camarade, vous avez pris la mauvaise route. Chen était le scénariste de Light Spreads Everywhere, filmé en 1948 ; plus tôt, elle avait écrit Héros travailliste de la zone frontalière (zone occupée par les communistes), qui ne sera jamais filmé.

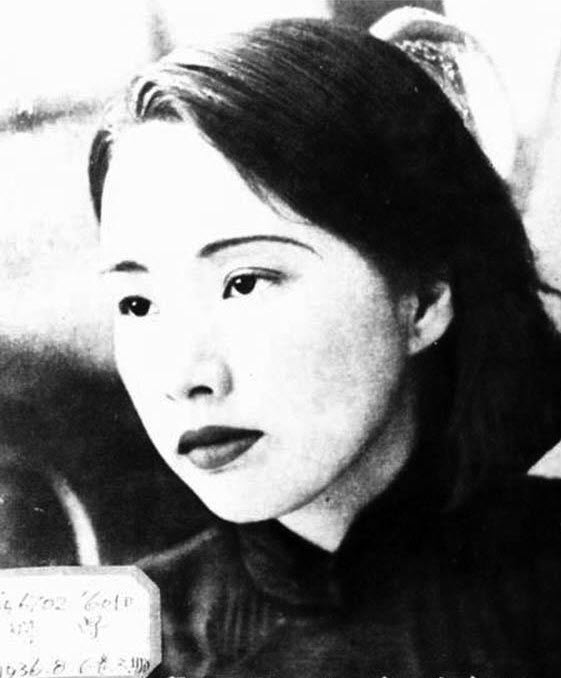
Chen sur la couverture du Star Bi-Monthly Magazine (années 1930)

La première réalisation de Chen fut Working Hero in the Communist Base (1946), bien qu'elle ne puisse pas terminer le film en raison de la Guerre civile.

### Influence féministe
Chen a été la première réalisatrice entièrement soutenue par le gouvernement communiste, approuvant pleinement son travail cinématographique et son activisme.
Grâce au soutien officiel du gouvernement communiste, Chen a pu faire des progrès notables dans l'activisme féministe et socialiste via ses pratiques artistiques. Réalisant et produisant des films et des spectacles à Yan'an, Chen a organisé ses efforts artistiques de telle sorte que quatre-vingt-dix pour cent des acteurs avec lesquels elle a travaillé venaient de milieux ouvriers. C’était l’une de ses façons de s’assurer de centrer à la fois les classes populaires (ou paysannes) et les femmes dans ses pratiques artistiques féministes.
Lors de ses divers projets, Chen a également encouragé et aidé d'autres femmes artistes dans la réalisation, l'écriture de scénarios et la production de films. Bien qu'elle ne reçoive aucun crédit, elle a contribué à co-écrire l'un des films de propagande féministe les plus puissants de Chine des années 1940, Filles de Chine., Ce film était l'un des films qui évitaient le « regard masculin » – un œil filmique sexiste pour lequel Chen avait un grand mépris, comme elle l'avait clairement indiqué dans ses écrits précédents.
Le soutien institutionnel dont a bénéficié Chen a eu un impact massif sur l’histoire du cinéma féminin en Chine. Wang Ping, Wang Shaoyan et Dong Kena étaient trois autres femmes cinéastes des années 1930 et 1940 dont les contributions culturelles au cinéma féministe socialiste ont également commencé avec le soutien institutionnel. Le soutien initial de Chen et son travail acharné ont permis aux générations futures de réalisatrices, comme celles-ci, de mener des carrières réussies et culturellement significatives.

### Les pourparlers de Yan'an de Mao Zedong
Voir en anglais Yan'an Forum
On se souvient des discussions de Yan'an, impliquant Mao Zédong et les intellectuels communistes de Yan'an pour leur programme pédagogique et punitif, dans lequel Mao Zedong a critiqué les opinions « erronées » de certains intellectuels et artistes communistes. Comme le souligne Zheng Wang, il existe certains « défauts dans [ce] récit dominant ». Chen, ainsi que nombre de ses pairs artistes révolutionnaires, travaillaient depuis un certain temps dans ce cadre idélologique, politique et culturelle révolutionnaire avant d'entendre les discours de Mao. Les discussions de Yan'an « articulaient ainsi une vision de la révolution culturelle déjà partagées par les artistes révolutionnaires tels que Chen Bo'er et ses pairs. Elles ont finalement eu comme objectif plus large de valider et matérialiser l'identité politique de nombreux artistes travaillant déjà à Yan'an.
Les discussions de Mao traitaient également des ouvriers, des paysans et des soldats comme étant asexués – et pourtant le sujet « neutre » asexué est par défaut un homme. La vision révolutionnaire de Chen du film socialiste dont parlait Mao incluait les femmes en tant qu'ouvrières, paysannes et soldats, et ses films luttaient contre les héros patriarcaux et centrés sur les hommes. Bien que ses convictions résonnaient complètement avec les discours de Mao sur la culture révolutionnaire, la vision de Chen ajoutait également une perspective féministe.

## Autres studios de cinéma

### Studio de cinéma du Nord-Est
Après avoir contribué à la transformation de Manchuria Film en Northeast Film Studio avec Yuan Muzhi (p46)– qui déménagera plus tard et deviendra le Changchun Film Studio au printemps 1949 – Chen fut envoyé pour superviser les productions en 1947,. Au printemps 1947, son mari, Yuan Muzhi, fut nommé directeur du Northeast Film Studio tandis que Chen en fut nommé secrétaire du Parti.
Son travail au studio a eu un impact important sur la représentation des femmes. En 1950, trois des quinze films produits par le Northeast Film Studio avaient de fortes héroïnes révolutionnaires et cinq avaient des rôles principaux féminins.

#### Département Animation
Chen a écrit des scénarios et supervise, réalise et produit des animations. Les animations à cette époque consistaient, comme Te Wei l'expliquait dans une interview en 2001, à des animations de papier découpé, papier plié, et de marionnettes, ainsi qu'à des animations dessinées à la main dans le style de Fantasia de Disney.
En raison de la fierté nationale de Chen, elle a veillé à ce que les animations aient définitivement des caractéristiques chinoises. Ainsi, elle s'est assurée que l'équipe travaillant sur Le Rêve de l'Empereur (1937) utilisait le style de l'opéra de Pékin. Chen a également donné son nom chinois à Mochinaga Tadahito (Tadahito Mochinaga (en)) – un animateur japonais ayant un impact important sur l'animation en Chine continentale. La convention voulais que les génériques des films ne portent pas de noms japonais, ce que le public chinois pourrait trouver offensants, mais leurs version sinisées. Chen l'a nommé Fang Ming (方明) et a donné à sa femme Ayako le nom de Li Guang ; ensemble, ceux-ci se traduisent tous deux par une lumière vive, « signifiant l'espoir de Chen que l'avenir et l'orientation de l'animation chinoise seraient très brillants ».
Chen a aussi réalisé le premier documentaire de la Chine socialiste, Minzhu Dongbei ( Le Nord-Est Démocratique ). Il s’agissait d’un film en dix-sept épisodes incroyablement influent, et le studio d’animation animait les scènes du champ de bataille.
Chen, qui voyait un avenir péreine pour l'animation chinoise, décide de créer un studio d'animation permanent au sein du département et d'en confier la direction à l'animateur Te Wei.
À la fin de 1949, le département d'animation a été transféré au Shanghai Film Studio.

### Bureau central du cinéma
À l'été 1949, Chen fut envoyée à Pékin pour devenir directrice artistique du Bureau central du film dont son mari fut également nommé chef. Alors qu'il y avait des discussions ici pour savoir si Filles de Chine était un film qualifié avec suffisamment de qualité artistique pour être envoyé au Festival international du film de Karlovy Vary, Chen a menacé de démissionner. Grâce à sa défense intense du film, celui-ci a réussi à être choisi pour le festival du film.

### Beijing Film Academy
À Pékin, en 1950, Chen créa l’Institut de recherche sur les arts du spectacle de Pékin, qui deviendra plus tard l’ Académie du cinéma de Pékin – la première école nationale de cinéma de Chine.

## Vie privée
En 1931, Chen et Ren Posheng se sont mariés à Hong Kong.
Ensemble, Chen et Ren ont eu deux fils, même si l'un de ses enfants est décédé subitement et tragiquement. Dans sa biographie de Chen, Wang Yongfang explique que l'enfant d'un an est décédé subitement d'une maladie. Cependant, dans une interview avec le professeur Zheng Wang – qui écrit de manière approfondie sur Chen Bo'er dans son chapitre approfondi « Chen Bo'er et le paradigme féministe du film socialiste » – Wang Yongfang révèle que cette mort était un infanticide. En 1935, Ren battit le bébé à mort. Après cet incident, Chen a embauché une nounou pour s'occuper de son autre fils et a également commencé à l'emmener avec elle à ses événements professionnels chargés plutôt que de le laisser avec son père. En raison de cette tragédie, Ren s'est séparé de Chen. Il était également séparé d'elle en raison de son implication dans le PCC, où il était incapable de communiquer avec elle pendant de longues périodes.

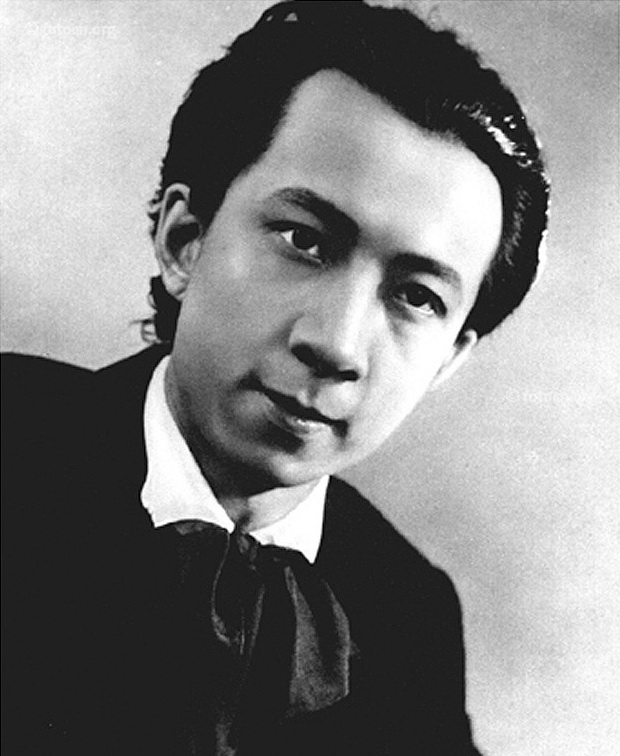
Yuan Muzhi, révolutionnaire et mari de Chen Bo'er.

Chen a découvert en 1946 que Ren s'était remariée, et en 1947, Chen a épousé son collègue militant et cinéaste et vieil ami – le cinéaste, révolutionnaire de gauche et acteur Yuan Muzhi. Ils avaient travaillé ensemble sur plusieurs films avant de se marier à Harbin. Après la révolution, en 1949, lors de la fondation de la République populaire de Chine, le couple a joué un rôle important au ministère de la Culture ainsi qu'au Studio de cinéma du Nord-Est.

### Réception et renommée
Au cours de sa vie, Chen était connue comme une éducatrice bienveillante, encourageante, un modèle pour les jeunes femmes et la jeunesse de socialiste, elle était également connue pour être attentionnée envers les autres. Le célèbre écrivain du 4 mai, Ding Ling, qui a vécu à Yan'an pendant un certain temps, a parlé de sa popularité (traduit par Zheng Wang) :
"Elle était en mauvaise santé, et pourtant ses repas provenaient de la grande marmite partagée avec tous... Néanmoins, elle les prenait naturellement et avec joie. Je n'ai jamais entendu personne dire que Chen Bo'er se plaignait de la vie là-bas. C'était très rare parmi les artistes ou intellectuels venus à Yan'an avec un certain statut social.
Chen a souvent été félicitée par ceux qui la connaissaient personnellement, ainsi que par les journalistes et ses pairs du cinéma. Lu Ming l'a appelée « l'âme de Xingshan » et « une personne impeccable » lors d'entretiens avec Zheng Wang. Il n'y avait aucune rumeur à son sujet dans les institutions où elle travaillait.
Chen se consacrait à l'éducation des autres partout où elle travaillait. Elle permettait souvent à de nouveaux animateurs, comme l'animateur japonais Mochinaga Tadahito, de rejoindre et d'observer ses équipes afin qu'elles puissent améliorer leur travail. Chen était à la fois populaire et aimée tout au long de sa vie influente.

## Mort et héritage
Chen Bo'er souffrait d'une maladie cardiaque non diagnostiquée. Vivant dans une grotte de Lœss dans le « périmètre rural désolé » de Yan'an, Chen recevait peu de soins médicaux. Elle s'évanouissait souvent en travaillant, mais se levait rapidement et continuait. En fait, Chen était si fortement dévouée à son travail à la fois d'activiste et de cinéaste qu'en 1951, elle s'arrêta à Shanghai lors d'un voyage de retour de Guangzhou pour discuter des critiques du film La vie de Wu Xun, bien qu'elle fût visiblement affaiblie et fatiguée. Quelques heures après la réunion, elle est hospitalisée et décéde d'une insuffisance cardiaque.
À sa mort, les contributions clés de Chen à l’industrie cinématographique chinoise et à la révolution de gauche n’ont ni masqué ni éclipsé sa position féministe et ses progrès dans la libération des femmes. Beaucoup ont pleuré sa mort comme une « perte majeure pour notre parti, notre peuple et nos femmes »,.
En raison de son impact culturel majeur, il est frappant de constater que l'histoire de la vie de Chen Bo'er a été largement effacée de l'histoire. Il existe peu de littérature sur elle spécifiquement et sa vie n'a que peu ou pas d'importance dans les études cinématographiques, tant en Chine qu'ailleurs. Zheng Wang affirme que cela est « emblématique de l’effacement du front culturel féministe socialiste ». D'autres chercheurs soulignent l'accent mis sur la nature coopérative et communautaire des projets sur lesquels elle a travaillé. En général, cependant, les chercheurs qui ont écrit sur Chen Bo'er s'accordent sur le fait que l'histoire du cinéma de la période au cours de laquelle Chen a travaillé se concentre sur les hommes ; d'autres cinéastes aux côtés de Chen Bo'er, comme Tang Cheng, Lin Wenxiao et Duan Xiaoxuan, ont reçu beaucoup moins de reconnaissance ces dernières années.

## Lectures complémentaires
Les articles et chapitres suivants sont recommandés pour approfondir la vie, la carrière et la politique de Chen Bo'er. Ces travaux sont référencés à plusieurs reprises dans l'article ci-dessus et s'intéressent à Chen Bo'er de manière un peu plus approfondie que certaines autres références notées (qui ne mentionnent Chen que de manière oblique) :
- Du, Daisy Yan. "Mochinaga Tadahito and Animated Filmmaking in Early Socialist China" in Animated Encounters: Transnational Movements of Chinese Animation 1940s–1970s. Honolulu: University of Hawai'i Press, 2019. Print. p. 68–113.

- Lent, John A, and Xu Ying. "Animation: From Hand-Crafted Experimentation to Digitalization" in Comics Art in China. University Press of Mississippi, 2019. E-book. p. 150–194.

- Tang, Max Xiaobing. "Street Theater and Subject Formation in Wartime China: Toward a New Form of Public Art." Cross-Currents: East Asian History and Culture Review, no. 18, 2016. p. 21–50. E-journal.

- Semsel, George Stephen. (editor) Chinese Film: The State of the Art in the People's Republic. Praeger, 1987. Print.

- Wang, Zheng. "Chen Bo'er and the Feminist Paradigm of Socialist Film." in Finding Women in the State: A Socialist Feminist Revolution in the People's Republic of China, 1949-1964. Berkeley: University of California Press. Print. p. 143–169.